# Liste von Sportstätten für Basketball in Tunesien
Diese Liste ist eine Aufstellung von Sportstätten für Basketball in Tunesien, unabhängig davon ob sie regelmäßig durch ein Basketballteam oder einmalig durch Basketballveranstaltungen genutzt wurden.
| Bild (außen) | Name der Sportstätte                              | Ort           | Kapazität Zuschauer | Vereine                               | Bild (innen) |
| ------------ | ------------------------------------------------- | ------------- | ------------------- | ------------------------------------- | ------------ |
|              | Fatnassi Sporthalle                               | Bizerte       | 2.000               | Club Athlétique Bizertin (Basketball) |              |
|              | Salle omnisports du Kef                           | El Kef        |                     | CA Kef                                |              |
|              | Ezzahra Arena                                     | Ezzahra       | 2.000               | Ezzahra Sports                        |              |
|              | Salle de Gabés                                    | Gabés         |                     | Stade Gabésien (TACAPES)              |              |
|              | Salle d´Hammamet                                  | Hammamet      | 2.500               | AS Hammamet                           |              |
|              | Salle omnisports de Hammam Sousse                 | Hammam Sousse |                     | CS Hammam Sousse                      |              |
|              | Salle Abdelaziz-Ghlela                            | Hammam-Lif    | 3.500               | CS Hammam-Lif                         |              |
|              | Stade de Ksar Hellal                              | Ksar Hellal   |                     | BC Ksar Hellal                        |              |
|              | Mohamed-Mzali Sports Hall                         | Monastir      | 4.075               | Union Sportive Monastirienne          |              |
|              | Salle Salah-Oija                                  | Mahdia        |                     | BC Mahdia                             |              |
|              | Salle Bir Challouf                                | Nabeul        | 5.000               | Stade Nabeulien                       |              |
|              | Salle Omnisports de Radés (Taoufik-Bouhima-Halle) | Radès (Tunis) |                     | ES Radès                              |              |
|              | Salle Olympique de Sousse                         | Sousse        | 5.000               | Etoile Sportive du Sahel              |              |
|              | Salle Mohamed-Ali-Akid                            | Sfax          |                     | SS Sfax                               |              |
|              | Salle Chérif Bellamine                            | Tunis         | 2.500               | Club Africain                         |              |
|              | Palais des Sports d´ El Menzahg                   | Tunis         |                     | Club Africain                         |              |
|              | Salle Bougatfa                                    | Tunis         |                     | Jeunesse Athlétique de Bougatfa       |              |